# Jens Ahlbom
Jens Ahlbom, född 19 april 1954 i Hudiksvall, är en svensk bilderboksillustratör. 
Ahlbom, som i unga år var medlem av folkmusikgruppen Agö fyr, utbildade sig till teckningslärare och arbetade också som sådan i sex år innan han blev illustratör på heltid. Han har bland annat illustrerat Mulle Meck. Han sitter på stol nummer sjutton i Svenska barnboksakademien och tillhör också Hälsinge Akademi.

### Böcker skrivna av andra som Jens Ahlbom illustrerat, urval
- Sommarsångboken. 54 melodier valda av Gunlis Österberg och Ola Eriksson. 1983
- Sjöodjuret Mara Kahn, text Solveig Hägerström, 1986
- Barnens svenska historia, del 2. Se där, en stad! Text Sonja Hulth, 1987
- Barnrikeprovet, text Mats Larsson, 1988
- Kunskapens korridorer, text Peter Ahlbom, 1989
- Levande historia. Åk 4. Lärobok. Lars Hildingson och Ingrid Asgård, 1990
- Pojken och hunden. Text Siv Widerberg, 1990
- Skruttan, text Birgitta Gedin, 1990
- Jens i Himmelrik, text Hans-Eric Hellberg, 1990
- Barnens lag. En bok för barn om FN:s barnkonvention. Text Jesús Alcalá och Siv Widerberg, 1991
- Snickar Andersson och jultomten, text Alf Prøysen, 1995
- Första sagoboken. Folksagor valda och berättade av Gunilla Borén, 1992
- Tokarna i Tälje, text Gunilla Borén, 1992
- Det förbjudna barnet, text Leon Garfield, 1992
- Mulle Meck bygger en bil, text George Johansson, 1993
- Dagspöket, text Jujja och Tomas Wieslander, 1994
- Kolla kaniner, text Liina Söderström, 1996
- Kungagubben. En bok om Gustav Vasa, text Börje Isakson, 1996
- Nej! Lägga av! En bok för dig om mobbning, text Siv Widerberg, 1997
- Stenyxor & pyramider. Barnens världshistoria. Del 1. Text Christer Öhman, 1997
- Måste vara en prinsessa, text Helena von Zweigbergk, 1999
- Min farfar och lammen: en berättelse av Ulf Nilsson, 1999
- Pyramidernas land: livet i det gamla Egypten, text Ulf Sindt, 2000
- Ludde möter Blåvitt, text Viveca Lärn, 2000
- Sketna Gertrud och kung Magnus kalas, text Gudrun Wessnert, 2002
- Religion. [Grundbok] av Maria Willebrand, 2003
- Riddare, text Peggy Andersson, 2005
- Lejon på stan, text Finn Zetterholm, 2006
- Albert mus berättar om den fantastiska atomen, text Lena Stiessel, 2012[2]
- Albert mus berättar om cellerna,text Lena Stiessel, 2015[3]

## Priser och utmärkelser
- 1986 – första pris i DN:s serietävling
- 1985 – andrapris i Rabén & Sjögrens bilderbokstävling
- 1998 – Rabén & Sjögrens tecknarstipendium
- 2003 – Elsa Beskow-plaketten [4]
- 2003 – Bologna New Media Prize 2003 för CD-ROM spelet Bygg hus med Mulle Meck
- 2010 – Knut V. Pettersson-stipendiet
- 2011 – Bokjuryn kategori facklitteratur